# 大理白族自治州人民政府
25°36′35″N 100°15′59″E / 25.60960°N 100.26643°E
大理白族自治州人民政府，简称大理州政府、大理州人民政府，是中华人民共和国云南省大理州的最高行政机关。

## 沿革
1949年12月20日，中国人民解放军滇桂黔边纵队第七支队进驻大理，接管政权。1950年2月1日，云南省大理行政督察专员公署（后统一命名为云南省人民政府大理区专员公署）成立，直属云南省人民政府，专署驻大理县（今大理市）。1951年，设下关市，专员公署迁至下关市。:194

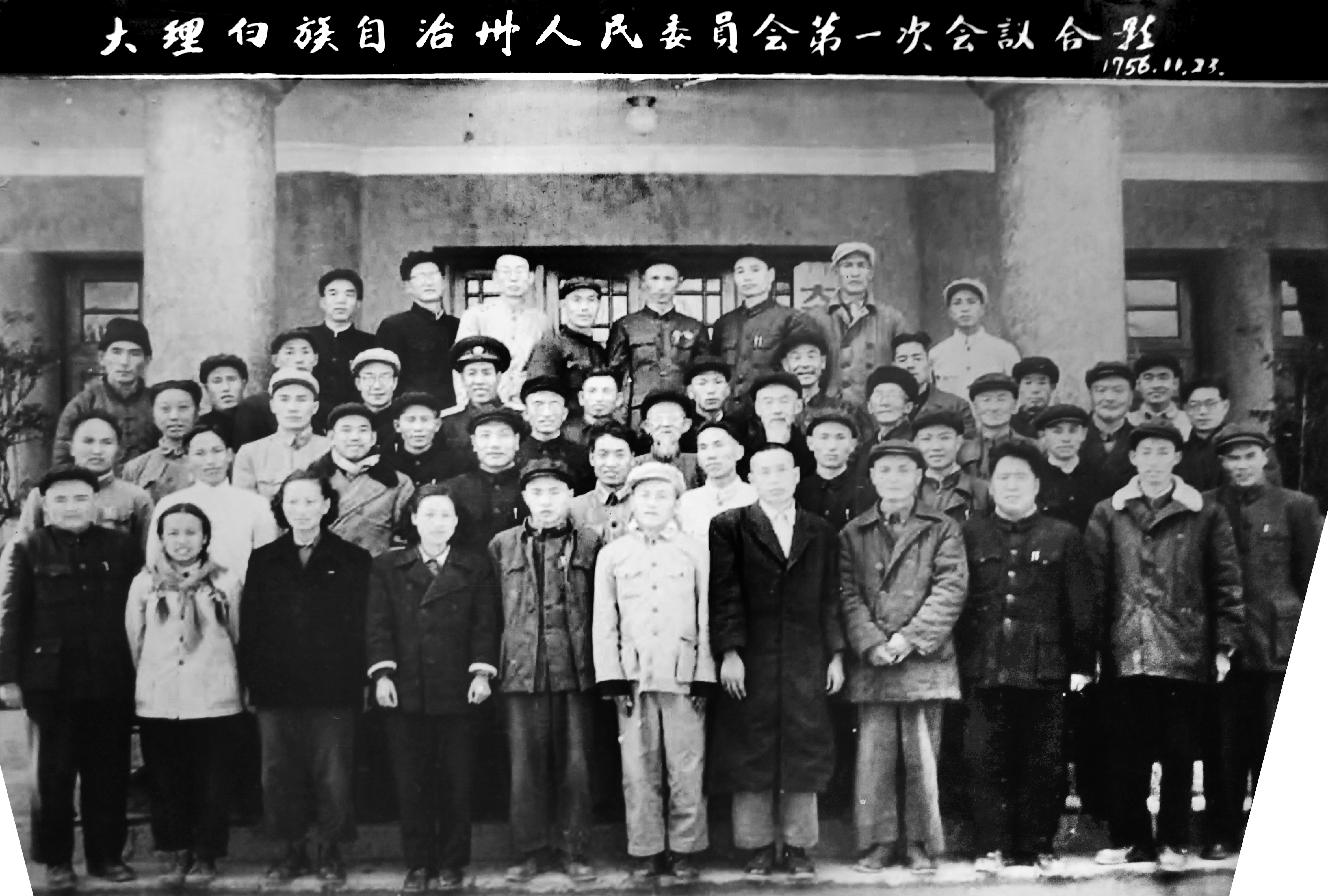
大理白族自治州人民委员会第一次会议合影，1956年11月23日

1956年11月17－22日，大理白族自治州第一届人民代表大会第一次会议召开，改区为州，选举产生了大理白族自治州人民委员会，既是自治州的地方政权机构，又履行州人大常委会的各项职能:194-195。
1966年“文化大革命”爆发后，州人民委员会瘫痪。1967年3月，大理州生产领导小组成立；4月，中国人民解放军大理州军事管制委员会成立；6月，军管会调整为中国人民解放军大理州支左委员会。1968年9月29日，大理白族自治州革命委员会成立，作为大理州党政领导机构:195。“文革”结束后，1980年5月，大理州第六届人民代表大会第二次会议召开，决定将大理州革命委员会改置为大理白族自治州人民政府:196。

## 机构设置
大理白族自治州人民政府设置下列机构：
- 大理白族自治州人民政府办公室

### 组成部门
- 大理白族自治州发展和改革委员会
- 大理白族自治州工业和信息化局
- 大理白族自治州教育体育局
- 大理白族自治州科学技术局
- 大理白族自治州民族宗教事务委员会
- 大理白族自治州公安局
- 大理白族自治州民政局
- 大理白族自治州司法局
- 大理白族自治州财政局
- 大理白族自治州人力资源和社会保障局
- 大理白族自治州自然资源和规划局
- 大理白族自治州生态环境局
- 大理白族自治州住房和城乡建设局
- 大理白族自治州交通运输局
- 大理白族自治州农业农村局
- 大理白族自治州水务局
- 大理白族自治州商务局
- 大理白族自治州文化和旅游局
- 大理白族自治州卫生健康委员会
- 大理白族自治州退役军人事务局
- 大理白族自治州应急管理局
- 大理白族自治州审计局
- 大理白族自治州人民政府外事办公室

### 直属机构
- 大理州国有资产监督管理委员会
- 大理白族自治州市场监督管理局
- 大理白族自治州广播电视局
- 大理白族自治州能源局
- 大理白族自治州林业和草原局
- 大理白族自治州统计局
- 大理白族自治州乡村振兴局
- 大理白族自治州机关事务管理局
- 大理白族自治州信访局
- 大理白族自治州医疗保障局
- 大理白族自治州政务服务管理局

### 派出机构
- 苍山洱海国家级自然保护区管理局
- 大理白族自治州洱海管理局

### 直属事业单位
- 大理白族自治州投资促进局
- 大理白族自治州地震局
- 大理白族自治州地方志编纂委员会办公室
- 大理白族自治州住房公积金管理中心
- 大理白族自治州接待处
- 大理广播电视台
- 大理白族自治州供销合作社
- 大理白族自治州地方经济协作发展中心

### 州政府驻外机构
- 大理白族自治州人民政府驻上海联络处
- 大理白族自治州人民政府驻昆明办事处
- 大理白族自治州人民政府驻北京联络处

## 历任行政长官
| 大理区专员公署专员（1950年－1956年）                         | 大理区专员公署专员（1950年－1956年） | 大理区专员公署专员（1950年－1956年） | 大理区专员公署专员（1950年－1956年） | 大理区专员公署专员（1950年－1956年） | 大理区专员公署专员（1950年－1956年） | 大理区专员公署专员（1950年－1956年） | 大理区专员公署专员（1950年－1956年） |
| 任次                                                         | 姓名                                 | 籍贯                                 | 民族                                 | 上任                                 | 卸任                                 | 备注                                 |                                      |
| ------------------------------------------------------------ | ------------------------------------ | ------------------------------------ | ------------------------------------ | ------------------------------------ | ------------------------------------ | ------------------------------------ | ------------------------------------ |
| 1                                                            | 杨永新                               | 云南大理                             | 白                                   | 1950年1月                            | 1950年12月                           |                                      |                                      |
| 2                                                            | 李荣福（代）                         | 山西古县                             | 汉                                   | 1951年1月                            | 1951年11月                           |                                      |                                      |
| 3                                                            | 干玉梅（代）                         | 四川郫县                             | 汉                                   | 1951年11月                           | 1952年11月                           | 女                                   |                                      |
| 4                                                            | 干玉梅                               | 四川郫县                             | 汉                                   | 1952年11月                           | 1953年3月                            | 女                                   |                                      |
| 5                                                            | 李荣福                               | 山西古县                             | 汉                                   | 1954年11月                           | 1955年3月                            |                                      |                                      |
| 大理白族自治州人民委员会州长（1956年－1966年）               |                                      |                                      |                                      |                                      |                                      |                                      |                                      |
| 任次                                                         | 姓名                                 | 籍贯                                 | 民族                                 | 上任                                 | 卸任                                 | 备注                                 |                                      |
| 1                                                            | 张子斋                               | 云南剑川                             | 白                                   | 1956年11月                           | 1958年10月                           | 兼任                                 |                                      |
| 2                                                            | 欧根                                 | 云南剑川                             | 白                                   | 1958年10月                           | 1966年5月                            |                                      |                                      |
| 大理州生产领导小组组长（1967年）                             |                                      |                                      |                                      |                                      |                                      |                                      |                                      |
| 任次                                                         | 姓名                                 | 籍贯                                 | 民族                                 | 上任                                 | 卸任                                 | 备注                                 |                                      |
| 1                                                            | 昝明德                               | 四川旺苍                             | 汉                                   | 1967年3月                            | 1967年4月                            | 军队代表                             |                                      |
| 中国人民解放军大理州军事管制委员会主任（1967年）             |                                      |                                      |                                      |                                      |                                      |                                      |                                      |
| 任次                                                         | 姓名                                 | 籍贯                                 | 民族                                 | 上任                                 | 卸任                                 | 备注                                 |                                      |
| 1                                                            | 魏于雄                               |                                      | 汉                                   | 1967年4月                            | 1967年6月                            | 军队代表                             |                                      |
| 中国人民解放军大理白族自治州支左委员会主任（1967年－1968年） |                                      |                                      |                                      |                                      |                                      |                                      |                                      |
| 任次                                                         | 姓名                                 | 籍贯                                 | 民族                                 | 上任                                 | 卸任                                 | 备注                                 |                                      |
| 1                                                            | 昝明德                               | 四川旺苍                             | 汉                                   | 1967年6月                            | 1968年9月                            | 大理军分区政委                       |                                      |
| 1                                                            | 赵世英                               | 陕西华县                             | 汉                                   | 1967年6月                            | 1968年9月                            | 第14军第42师政委                     |                                      |
| 大理白族自治州革命委员会主任（1968年－1980年）               |                                      |                                      |                                      |                                      |                                      |                                      |                                      |
| 任次                                                         | 姓名                                 | 籍贯                                 | 民族                                 | 上任                                 | 卸任                                 | 备注                                 |                                      |
| 1                                                            | 田大邦                               | 山西沁县                             | 汉                                   | 1968年9月                            | 1968年12月                           | 军队代表                             |                                      |
| 2                                                            | 李蔚华                               | 山西沁源                             | 汉                                   | 1969年1月                            | 1969年5月                            | 军队代表                             |                                      |
| 3                                                            | 赵泽莽                               | 河北昌黎                             | 汉                                   | 1969年5月                            | 1969年12月                           | 军队代表                             |                                      |
| 4                                                            | 张应文                               | 山西沁源                             | 汉                                   | 1970年1月                            | 1975年6月                            | 军队代表                             |                                      |
| 5                                                            | 欧根                                 | 云南剑川                             | 白                                   | 1975年6月                            | 1977年2月                            | 干部代表                             |                                      |
| 6                                                            | 刘树生                               | 河北孟村                             | 回                                   | 1977年2月                            | 1979年6月                            |                                      |                                      |
| 7                                                            | 尹俊                                 | 云南洱源                             | 白                                   | 1979年6月                            | 1980年5月                            |                                      |                                      |
| 大理白族自治州人民政府州长（1980年至今）                     |                                      |                                      |                                      |                                      |                                      |                                      |                                      |
| 任次                                                         | 姓名                                 | 籍贯                                 | 民族                                 | 上任                                 | 卸任                                 | 备注                                 |                                      |
| 1                                                            | 尹俊                                 | 云南洱源                             | 白                                   | 1980年5月                            | 1983年8月                            |                                      |                                      |
| 2                                                            | 钟振川                               | 云南洱源                             | 白                                   | 1983年9月                            | 1988年6月                            |                                      |                                      |
| 3                                                            | 李汉柏                               | 云南鹤庆                             | 白                                   | 1988年7月                            | 1993年7月                            |                                      |                                      |
| 4                                                            | 李映德                               | 云南大理                             | 白                                   | 1993年7月                            | 2001年7月                            |                                      |                                      |
| 5                                                            | 赵立雄                               | 云南大理                             | 白                                   | 2002年3月                            | 2007年5月                            |                                      |                                      |
| 6                                                            | 何金平                               | 云南玉龙                             | 白                                   | 2007年11月                           | 2012年8月                            |                                      |                                      |
| 7                                                            | 何华                                 | 云南大理                             | 白                                   | 2012年8月                            | 2015年2月                            |                                      |                                      |
| 8                                                            | 杨宁                                 | 云南大理                             | 白                                   | 2015年3月                            | 2016年2月                            | [ 7 ]                                |                                      |
| 9                                                            | 杨健                                 | 云南鹤庆                             | 白                                   | 2016年3月                            | 2020年4月                            | [ 8 ] [ 9 ]                          |                                      |
| 10                                                           | 杨国宗                               | 云南大理                             | 白                                   | 2020年5月                            | 2021年3月                            | [ 10 ]                               |                                      |
| 11                                                           | 陈真永                               | 云南兰坪                             | 白                                   | 2021年6月                            | 至今                                 | [ 11 ]                               |                                      |

## 办公场所
1956年，大理白族自治州成立后，大理白族自治州人民委员会办公楼建设项目启动。该楼由大理州公安局基建科设计，具有苏式建筑风格。1957年动工，1957年底建成，1958年1月1日正式投入使用。2003年被公布为第三批州级重点文物保护单位。现位于州中医医院内。
2004年2月2日，占地面积500亩、建筑面积7.69万平方米的龙山州级行政办公区（简称龙山办公区）正式启用，当月底包括大理白族自治州人民政府在内的53个州级部门完成迁入。